# Надіїн Дмитро Пименович
Дмитро Пименович Надіїн (* 21 жовтня 1907, с. Володимирівка — † січень 1942, Ростов) — український письменник, літературознавець, науковець, педагог.

## Біографія
(…)

Я порох війни

По хлопчачому нюхав,

Романтику Жовтня

Виловлює вухо…
Дмитро Пименович народився 21 жовтня 1907 року в с. Володимирівка Херсонського повіту Херсонської губернії (нині Баштанський район Миколаївської області) в сім'ї наймита.
Батько його Пимен Леонтійович, батракував, а коли почалася Перша світова війна, погнали його на фронт. Він згодом багато розповідав сину про дні революції і згадував про це у своїх віршах.
Після закінчення школи у с. Володимирівка Дмитро поступив до Херсонської профшколи, а потім став студентом Миколаївського інституту народної освіти, який закінчив 1930 році й одержав кваліфікацію: вчитель суспільствознавства, української та російської мов і літератури.
Згодом він служив у Червоній Армії, був на журналістській роботі на Донбасі, займався редагуванням Одеського літературно-художнього і громадсько-політичного журналу «Литературный Октябрь», викладав українську літературу в Одеському педагогічному інституті.
Дмитро Пименович загинув під час Другої світової війни у 1942 році  під Ростовом.

## Літературна діяльність
Поетична творчість Дмитра Надіїна починається в 20-х роках. Тоді на сторінках періодичної преси з'являються перші проби пера молодого автора. У 1929 році виходить його перша збірка поезій з символічною назвою «На світанні», а слідом за тим друга книга поета — «Прозорість». Збірка була повна заангажованої радянської пропаганди і типових кліше соцреалістичної літератури про «процвітаючу вітчизну», «великий Жовтень» та «велич Ленінського часу». 
(…)

Я перший і не останній

Славу в серці своєму несу 

Про Вітчизну у виростанні,

Велич Ленінського часу.
Своє політичне і громадянське кредо Дмитро Пименович висловив віршем «Втручання поета». В ньому він закликає постійно втручатися в життя, збагачувати його своєю працею.
Уся творчість поета сповнена світлих, сонячних фарб. Вона оптимістична і життєлюбна.
В тридцятих роках творче зростання Дмитра Надіїна дещо затрималася: не пощастило видати нової книги, яку він готував; поет рідко виступав у пресі, а багато епічних речей, що свідчили про нове піднесення його творчості і вищий рівень поетичної майстерності, залишилися незакінченими. Незавершено, на жаль, і кандидатську дисертацію на тему «Проблеми особи в ліриці Лесі Українки». Більшість неопублікованих творів загинули у дні війни.
Другу половину 30-х років Дмитро працював наполегливо і як поет, і як викладач, і як науковець — він готував дисертацію. Працю й творчість перервала війна. Дмитро Надіїн пішов на фронт з непохитною певністю в перемогу: Як сонце ми встаєм для кари
над землі ті, де тьма сама.
Брати, посилюйте удари: поляже ворог, згине тьма.
Надіїн звертався і до поетичного епосу, до балади, по поеми, оспівуючи події першої світової та громадянської війни, — «Балада про полон», «Балада про подарунок», уривки з поеми «Прокляття». Ці твори він згодом багато разів переробляв, прагнучи досягти максимальної виразності образів і картин.
У збірнику «Втручання поета» (1931), що вже самою назвою проголошує провідну рису соціального реалізму — якнайбезпосередніше втручання в життя, — глибше розроблялися мотиви оспівування солдатських буднів («Перша вправа») та соціалістичної — твори про той самий завод на Бузі, де будувалися могутні кораблі.
У третій книжці Дмитра Надіїна «Прозорість» (1933) вміщено найкращі вірші з двох попередніх збірок, чимало поезій з червоноармійського життя. Тут перший відгомін знайшов і шахтарський Донбас, куди Дмитро Пименович приїхав працювати після армії. Так творчий розвиток поета ішов від романтизму до реалізму.
У його віршах «Сокіл і його сип», «Зречення», «Коломаш Валіш» реалізована тема робітничого Донбасу.
З воєнного часу відомий лише один його вірш. Дослідник творчості Надіїна Іван Дузь згадує, що у цей час «… він написав п'ятнадцять нарисів, в яких прославляв рядових бійців, розвідників, політпрацівників та командирів Радянської Армії. Його твори друкувалися в армійській газеті, поширювалися окремими листівками, випущені трьома брошурами-метеликами».
У Макіївці Дмитро Надіїн, друкував вірші в газеті «Соціалістичний Донбас», «Радянська Донеччина», в ж. «Літературний Донбас».
Займався журналістською роботою на Донбасі, був співробітником газети «Макіївський робочий».
У 1933 переїхав до м. Одеси редагував одеський літературно-митецький журнал «Літературний Жовтень». Працював на освітянській ниві — викладав українську літературу в Одеському педагогічному інституті, писав наукові статті з творчості Лесі Українки, Тараса Шевченка, Павла Тичини, Володимира Сосюри, підготував до захисту кандидатську дисертацію «Проблема особи в ліриці Лесі Українки».

### Основні твори
Ще студентом мовно-літературного факультету Миколаївського інституту народної освіти Д. П. Надіїн видав книжечку віршів «На світанні» (1929) (до збірки входили «Дума», «Передчуття», «Другові», «Шум», «Луна», «Коли б…», «Море», «Востаннє», «Братання», «Прозорість», «Мати») та кілька збірок у 1930-ті роки, зокрема, «Втручання поета» (1931) («Про вугіль», «1930», «Вагар», «Перша вправа») та «Прозорість» (1933) («Я порох війни», «Тривога», «Поезія про стійкову службу», «Звертання», «У кімнаті», «Миколаїв»).

### Балади
- «Балада про полон»
- «Балада про подарунок»

### Незакінчені поеми
- «Зречення»
- «Коломан Валіш»